# Gilbert Adair
Gilbert Adair (29. prosince 1944, Edinburgh, Skotsko, Spojené království – 8. prosince 2011, Londýn) byl skotský spisovatel, básník, filmový kritik, novinář a překladatel. Je znám zejména díky překladu románu La Disparition francouzského spisovatele Georgese Pereca, který tuto knihu napsal zcela bez použití samohlásky „e“, která je ve francouzštině velice frekventovaná.
K jeho hlavním románům patří Snílci (1998, resp. 2003) či Love and Death on Long Island (1997).

## Česky vyšlo
- ADAIR, Gilbert. Snílci: romance. Praha: Mladá fronta, 2004. ISBN 80-204-1129-1.
- ADAIR, Gilbert. Zavřená kniha. Praha: Mladá fronta, 2008. ISBN 978-80-204-1838-8.